# 鲍德温三世 (耶路撒冷)
鲍德温三世（Baldwin III，1130年—1162年2月10日），耶路撒冷国王（1143年－1162年）。他是梅利桑德女王和富爾克的长子。1143年11月梅丽桑德女王将13岁的大儿子立为鲍德温三世，自己担任摄政。1152年鲍德温正式加冕为王，这时的耶路撒冷王国进入了鼎盛时期。
1158年鲍德温国王调解了亚美尼亚和拜占庭帝国的争斗后，1162年，鲍得温三世从北方归来后病倒了，虽然他只有33岁，而且以前身体很好，但还是于2月10日去世了，他是耶路撒冷最后的伟大国王，他的死受到了十字军骑士们普遍的哀悼。雖然鲍德温與拜占庭皇帝曼努埃尔一世之侄女狄奥多拉成婚，但他没有子女；王位传给了他的弟弟、雅法和阿斯卡隆的领主艾默里一世。